# Esmond Ovey

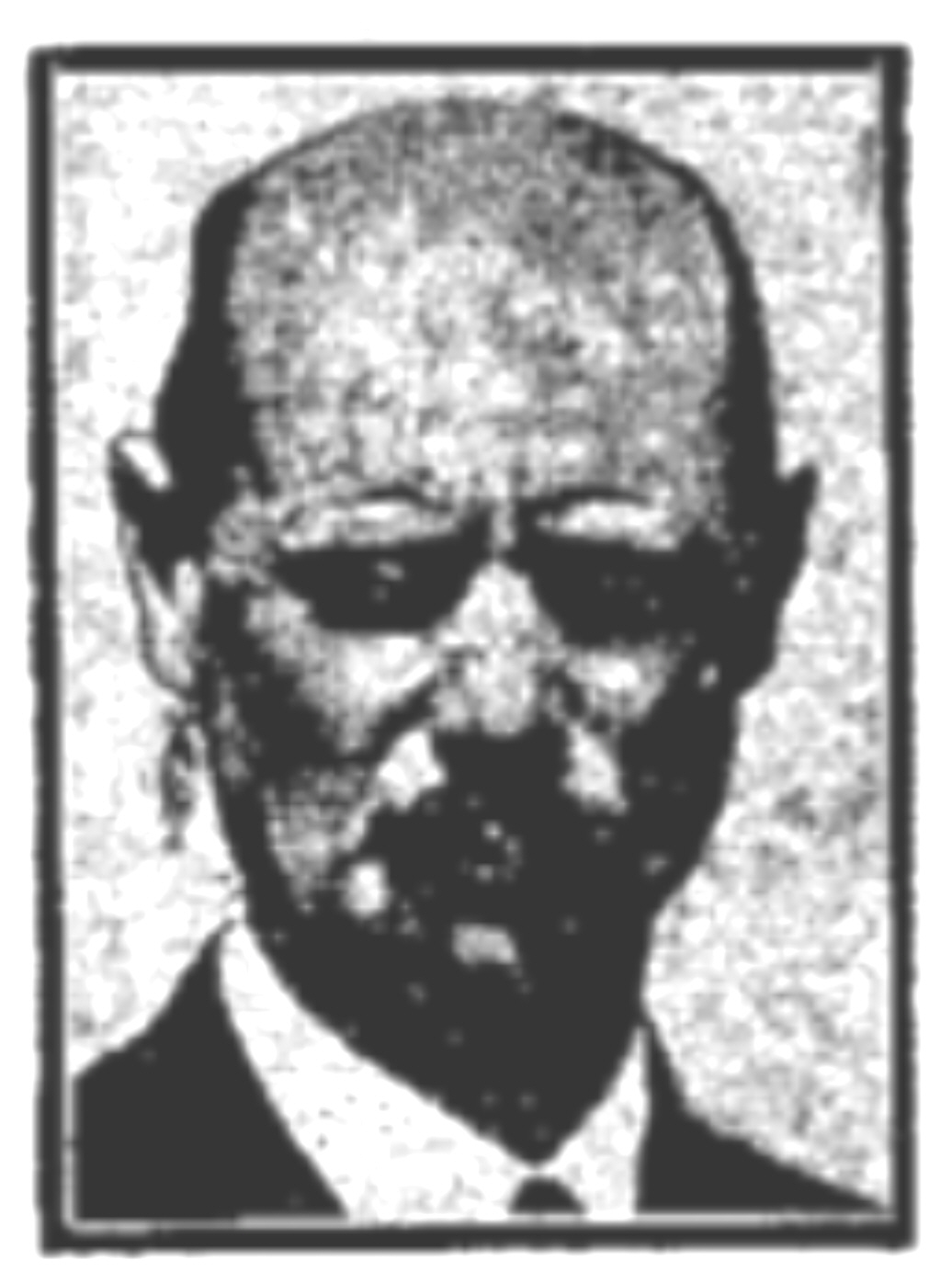
Esmond Ovey

Sir Esmond Ovey GCMG, MVO (* 23. Juli 1879 in Oxfordshire; † 30. Mai 1963) war ein britischer Botschafter.

## Leben
Esmond Ovey wurde als jüngster Sohn in eine Familie des Landadels geboren und studierte am Eton College. Ovey reiste 1900 nach Moskau, in den Kaukasus und an die Krim.
1902 trat er in den auswärtigen Dienst und wurde als Attaché nach Tanger entsandt, 1904 war er in Stockholm, 1906 in Paris und 1908 in Washington, D.C. als Botschaftssekretär zweiter Klasse akkreditiert. In Washington heiratete er Blanche Bliss Emery 1912 war Ovey in Sofia akkreditiert. Als Ovey ab 1913 in Konstantinopel akkreditiert war, erkrankte seine Frau und konnte nicht beim Eintritt des osmanischen Reichs in den Krieg mit der britischen Gesandtschaft abziehen. Das Ehepaar erhielt in der US-Botschaft Asyl, wogegen der Botschafter des Deutschen Reichs Hans von Wangenheim protestierte. 1920 war Ovey bei Ahmad Schah Kadschar in Teheran akkreditiert. Von 1921 bis 1923 war Esmond Ovey erster Botschaftssekretär in Kristiania, Anfang 1925 in Rom und 1929 wurde er der erste britische Botschafter in der Sowjetunion.
Álvaro Obregón hatte 1920 die diplomatischen Beziehungen Mexikos mit dem Vereinigten Königreich unterbrochen. Bei einem Bankett von Maxim Maximowitsch Litwinow erkannte er an der Gravur Honi soit qui mal y pense das Besteck der britischen Botschaft beim Zaren.
In seiner Amtszeit in Brüssel war er auch bei der Regierung Émile Reuter in Luxemburg akkreditiert. Schließlich wurde Ovey als Botschafter nach Buenos Aires entsandt. Den argentinischen Außenminister Enrique Ruiz Guiñazú charakterisierte Ovey als Mann mit definitiv pro-totaliären Neigungen. Esmond Ovey wurde 1941 in den Ruhestand versetzt.